# Utkarsh Ambudkar
Utkarsh Ambudkar, även känd under sitt artistnamn UTK the INC, född 8 december 1983 i Baltimore, Maryland, är en amerikansk skådespelare, rappare och sångare med indiskt ursprung.

## Filmografi (i urval)
- 2006–2010 – The Electric Company (TV-serie)
- 2007 – Rocket Science
- 2012 – Pitch Perfect
- 2013–2017 – The Mindy Project (TV-serie)
- 2016 – Simpsons (TV-serie) (röst)
- 2020 – Central Park (TV-serie) (låtskrivare)
- 2020 – En sagolik historia
- 2021–2022 – Never Have I Ever (TV-serie)
- 2021 – Tom & Jerry (röst)
- 2021 – Free Guy
- 2021 – Tick, Tick... Boom!
- 2021 – Robot Chicken (TV-serie) (röst)
- 2022 – Ice Age: Buck Wilds äventyr (röst)
- 2022 – The Dropout (TV-serie)
- 2024 – Avatar: The Last Airbender (TV-serie)

## Teater

### Roller
| År   | Roll         | Produktion                                                                   | Regi        | Teater                       |
| ---- | ------------ | ---------------------------------------------------------------------------- | ----------- | ---------------------------- |
| 2019 | UTK the INC. | Freestyle Love Supreme Thomas Kail, Lin-Manuel Miranda och Anthony Veneziale | Thomas Kail | Booth Theatre, New York, USA |